# ديفيد س. مورو
ديفيد س. مورو (بالإنجليزية: David C. Morrow)‏ هو لاعب كرة قدم أمريكية أمريكي، ولد في 1 أغسطس 1882 في بنسيلفانيا في الولايات المتحدة، وتوفي في 27 فبراير 1953.